# Собакоголовый удав
Собакоголо́вый уда́в, или зелёный древесный удав (лат. Corallus caninus) — вид неядовитых змей из семейства ложноногих (Boidae).

## Описание
Собакоголовые удавы достигают в длину от 2 до 3 м. Окраска ярко-зелёная с белыми пятнами на спине, иногда соединенными тонкой белой линией проходящей по хребту. Окрас брюха варьирует от грязно-белого до светло-жёлтого. Молодые удавы красно-оранжевые, изредка зеленые. Очень цепкий хвост позволяет змее не только ловко и быстро передвигаться среди ветвей, но и отдыхать на тонкой ветви, укрепившись хвостом, свесив по два полукольца туловища с каждой стороны ветки и положив сверху голову. При содержании в неволе собакоголовый удав обычно весь день проводит спокойно, отдыхая на ветвях, а принимает пищу после наступления сумерек.

## Ареал и места обитания
Собакоголовый удав обитает во влажных тропических лесах Южной Америки: в Гайане, Суринаме, Французской Гвиане, юго-восточной Венесуэле (Боливар, Амазонас), северо-восточной Бразилии (на север от Амазонки и на север и восток от Риу-Негру). Встречается обычно поблизости от водоёмов. Ведёт исключительно древесный образ жизни. Распространён до высоты 200 м над уровнем моря.

## Питание
Питается птицами, которых подстерегает и выслеживает по ночам в кронах деревьев. Благодаря очень удлинённым передним зубам удав способен надежно захватывать пернатую добычу и удерживать её на весу.

## Фото

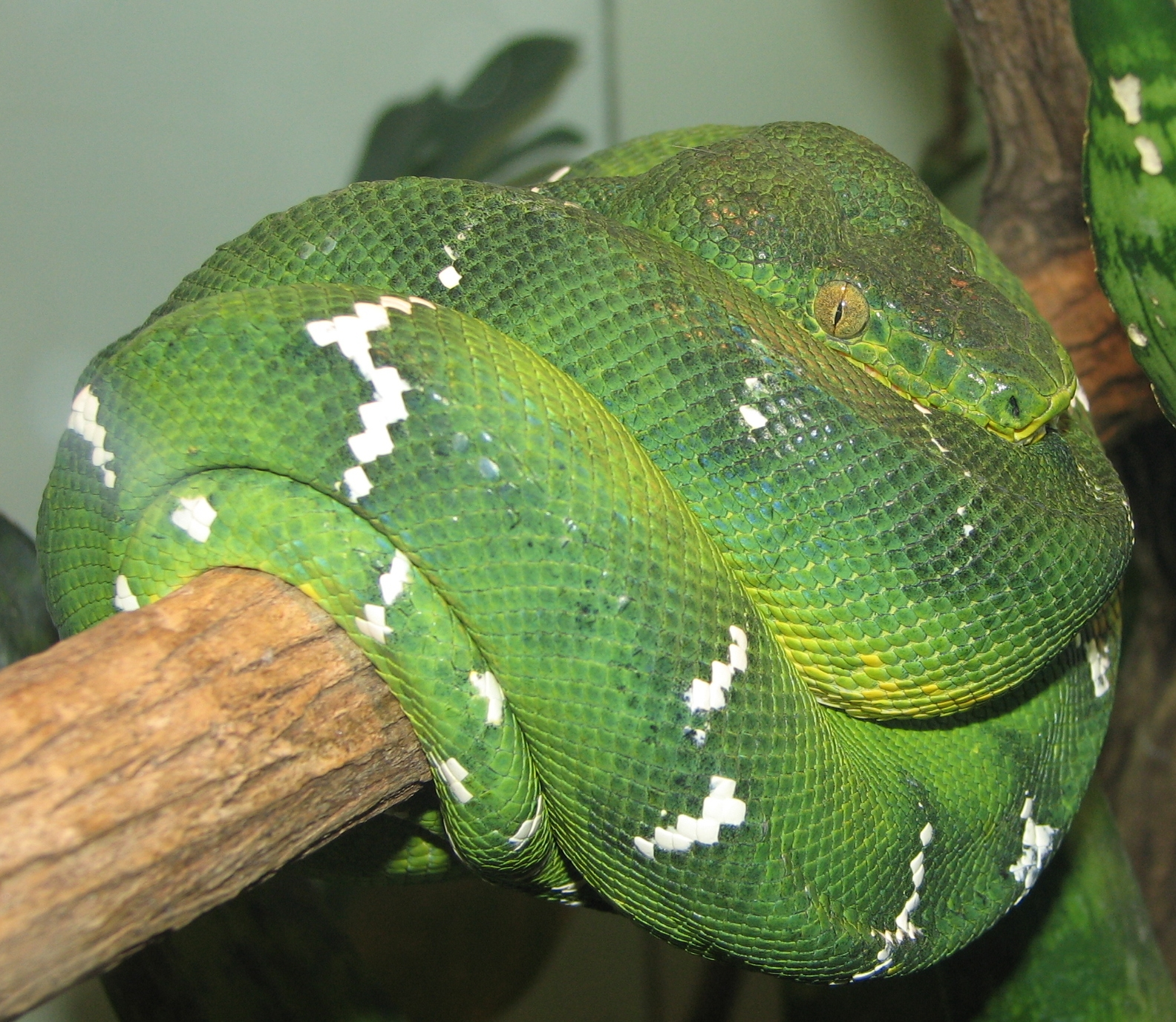
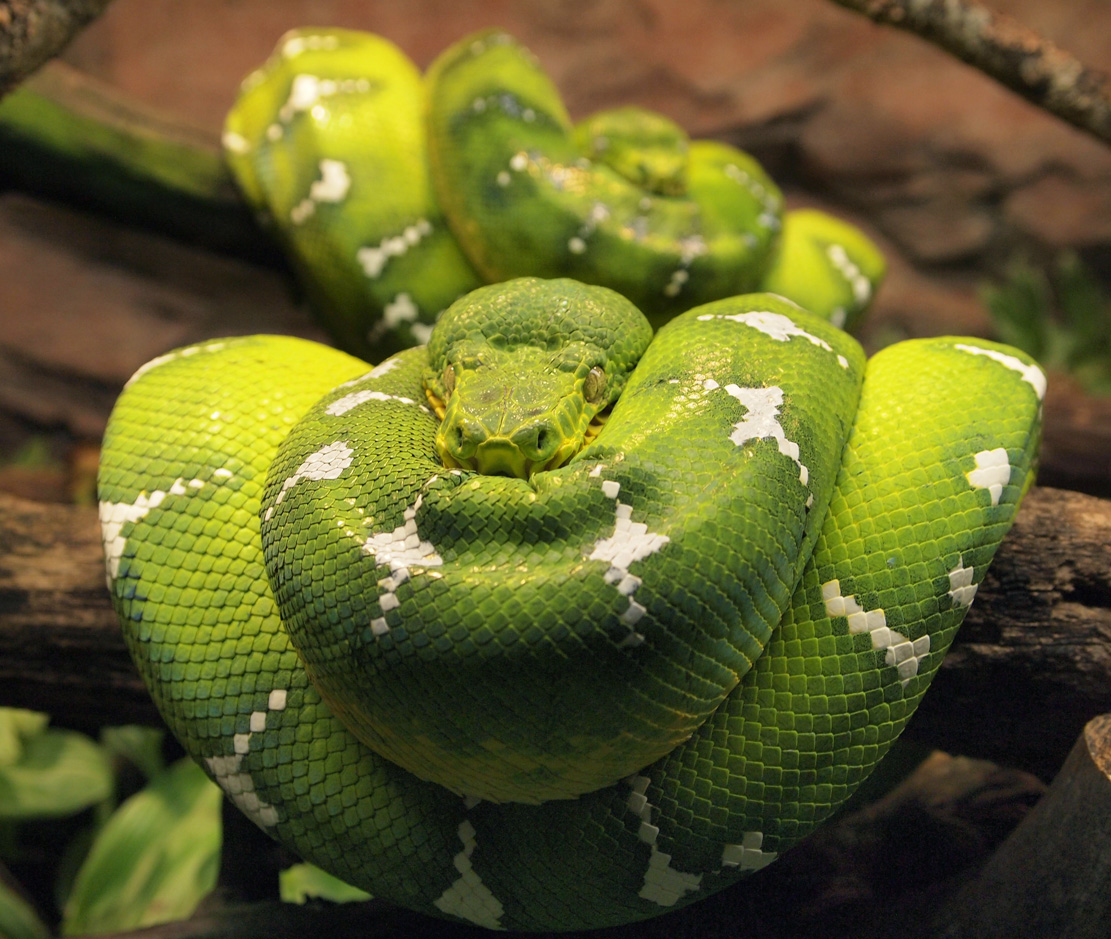
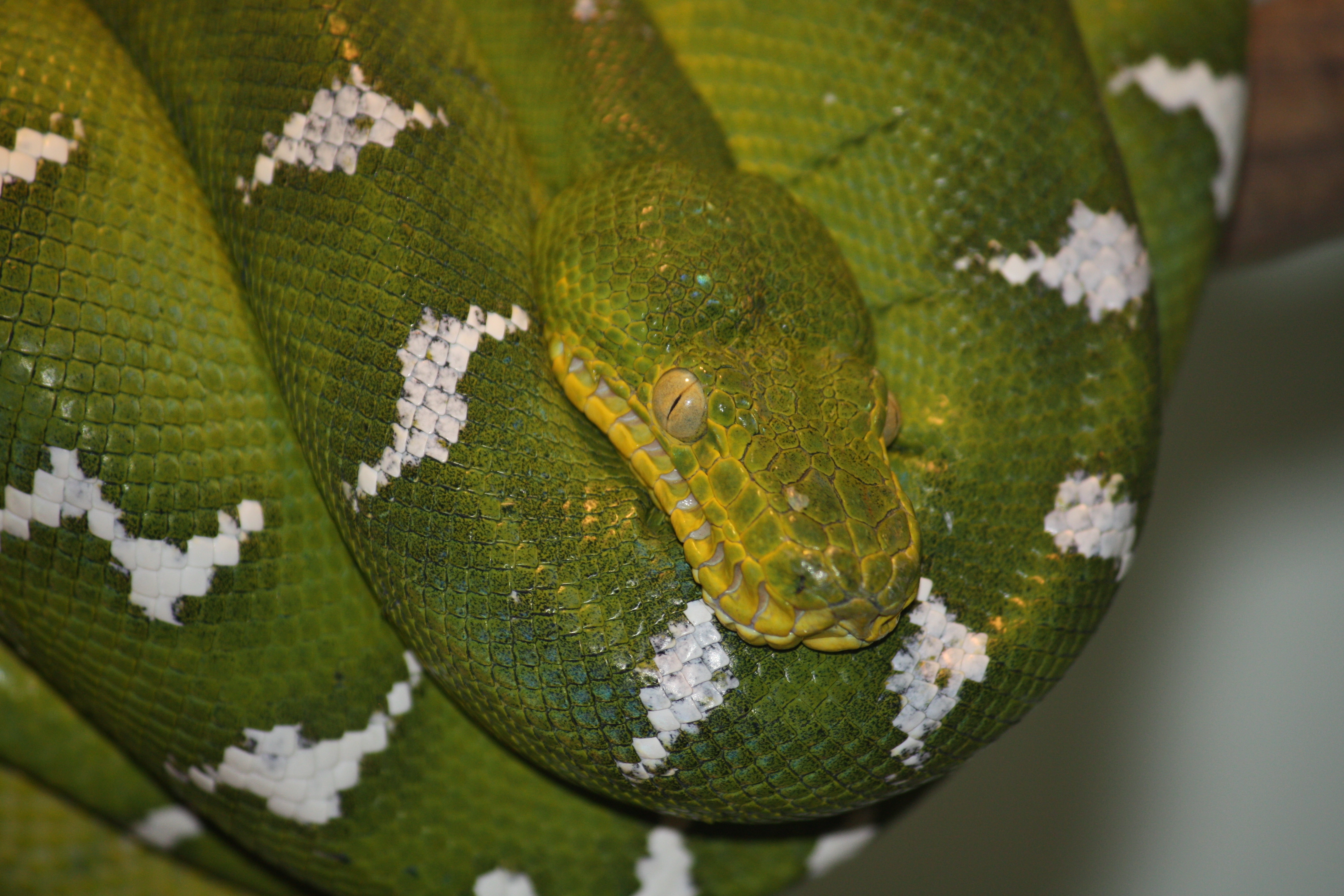
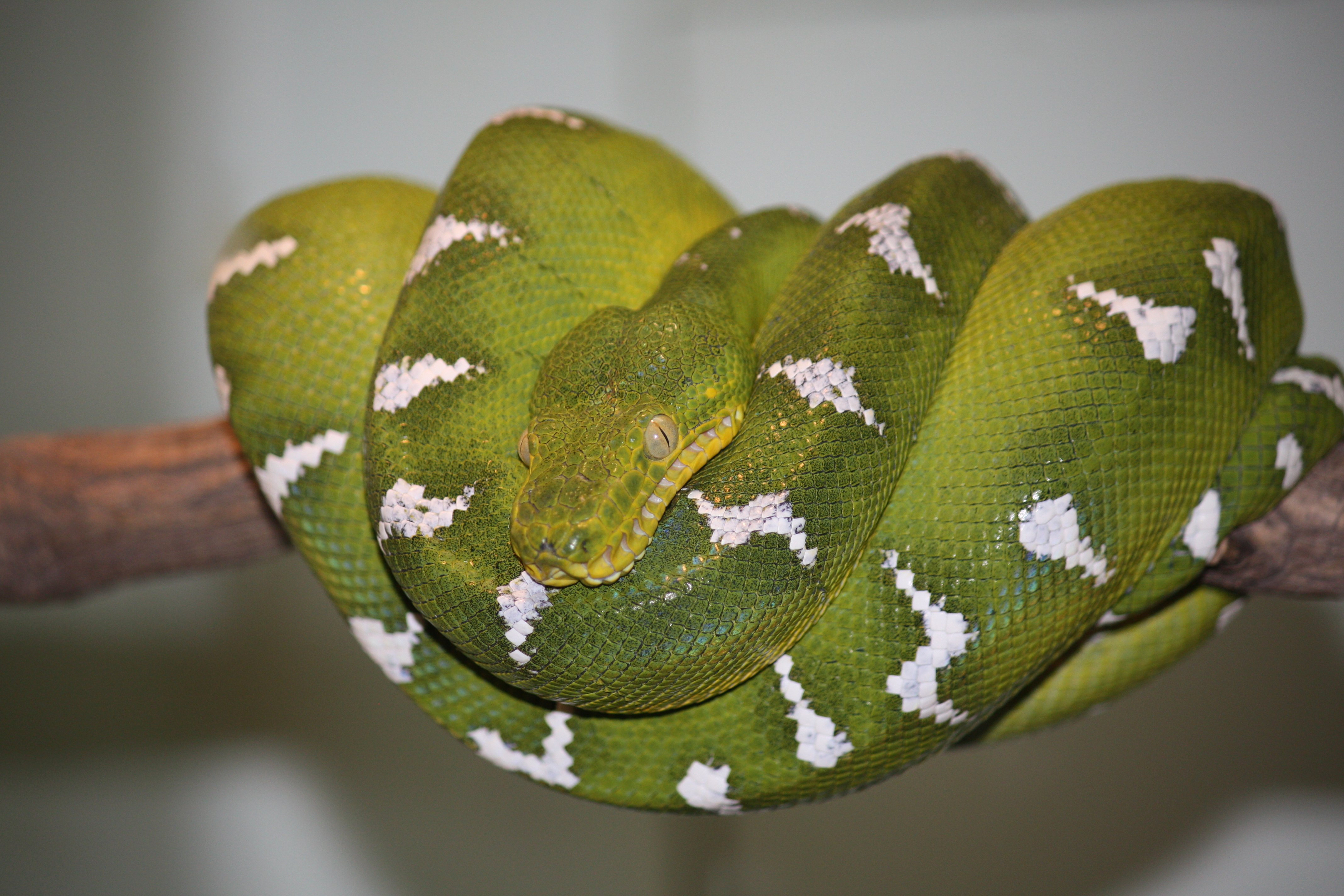
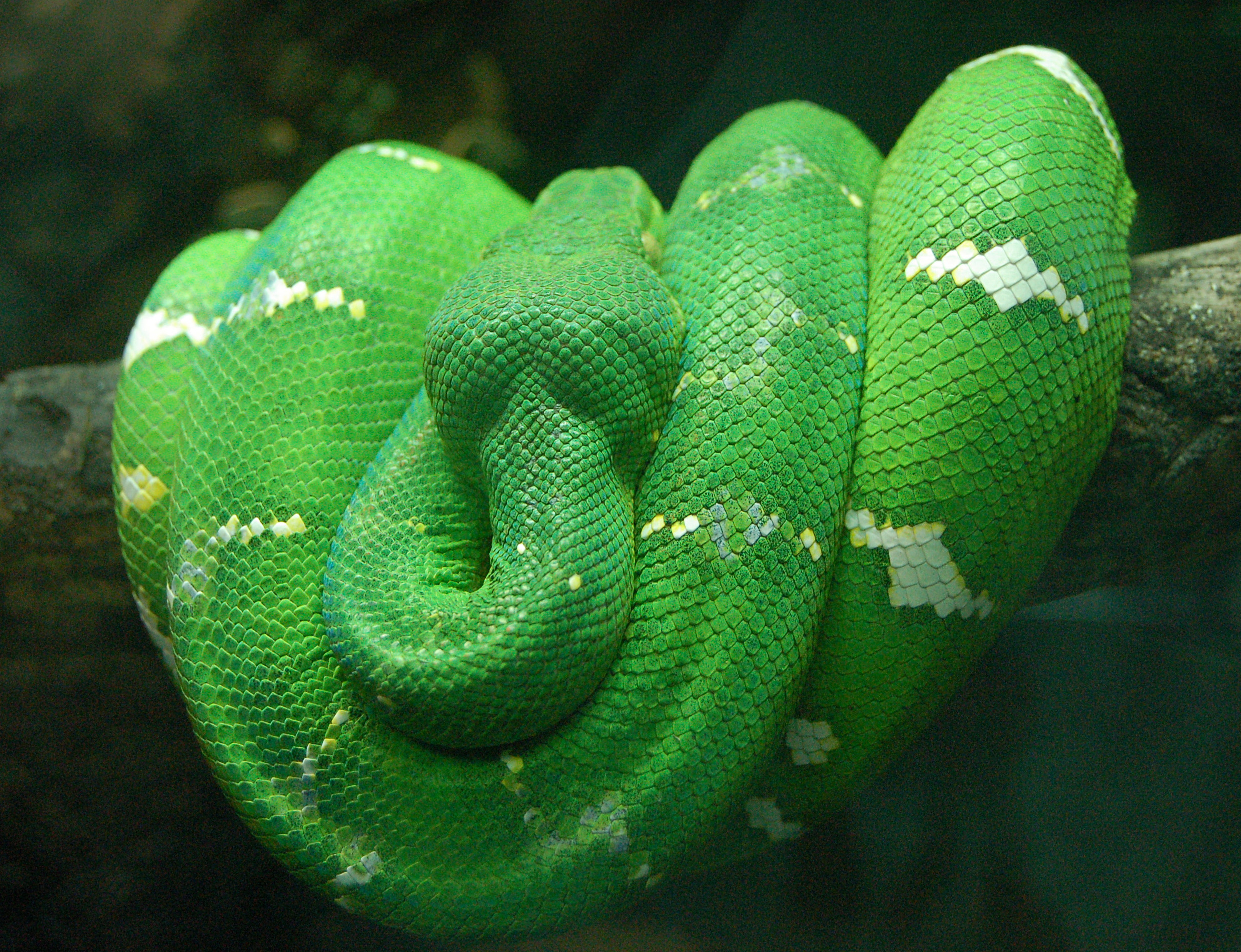
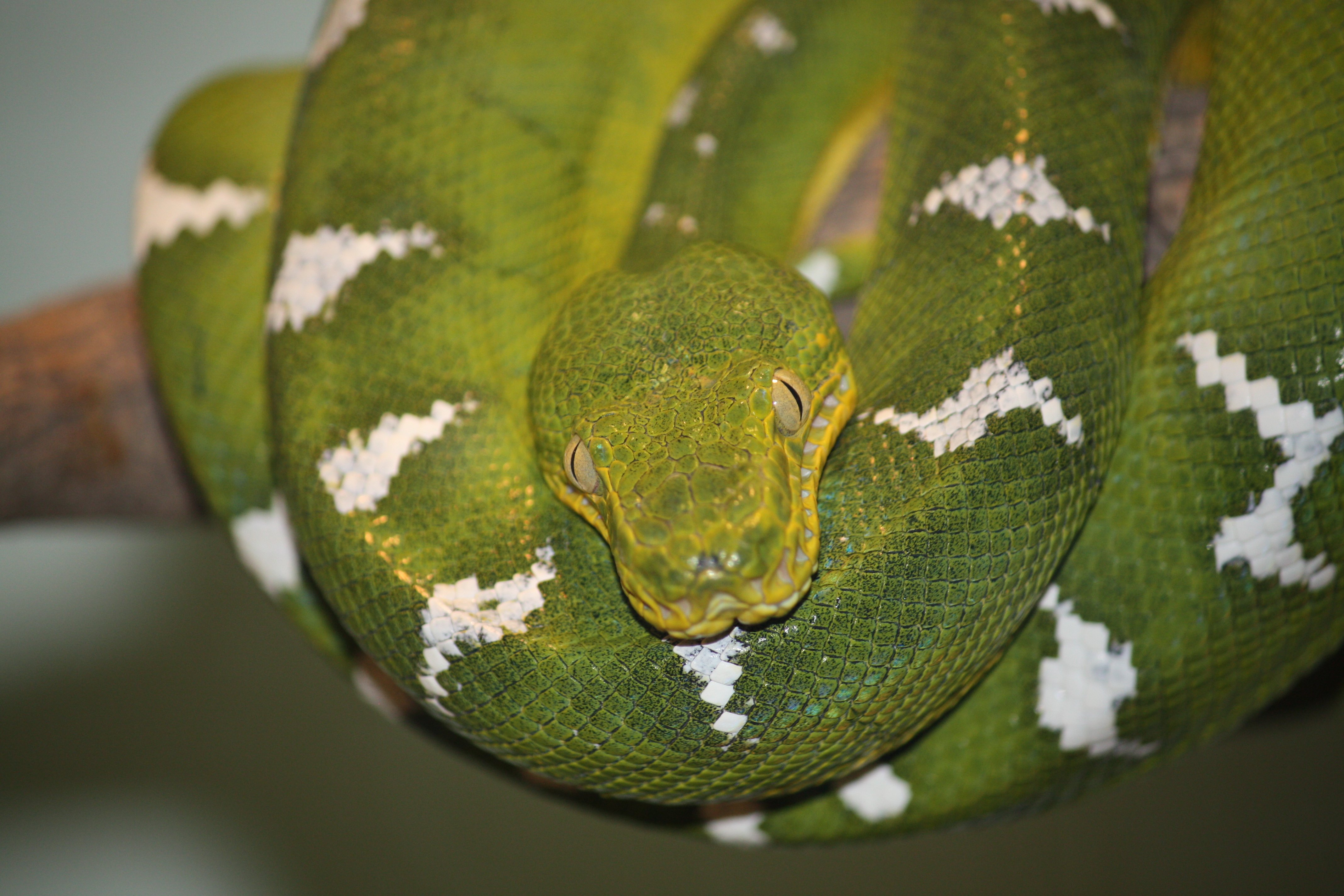
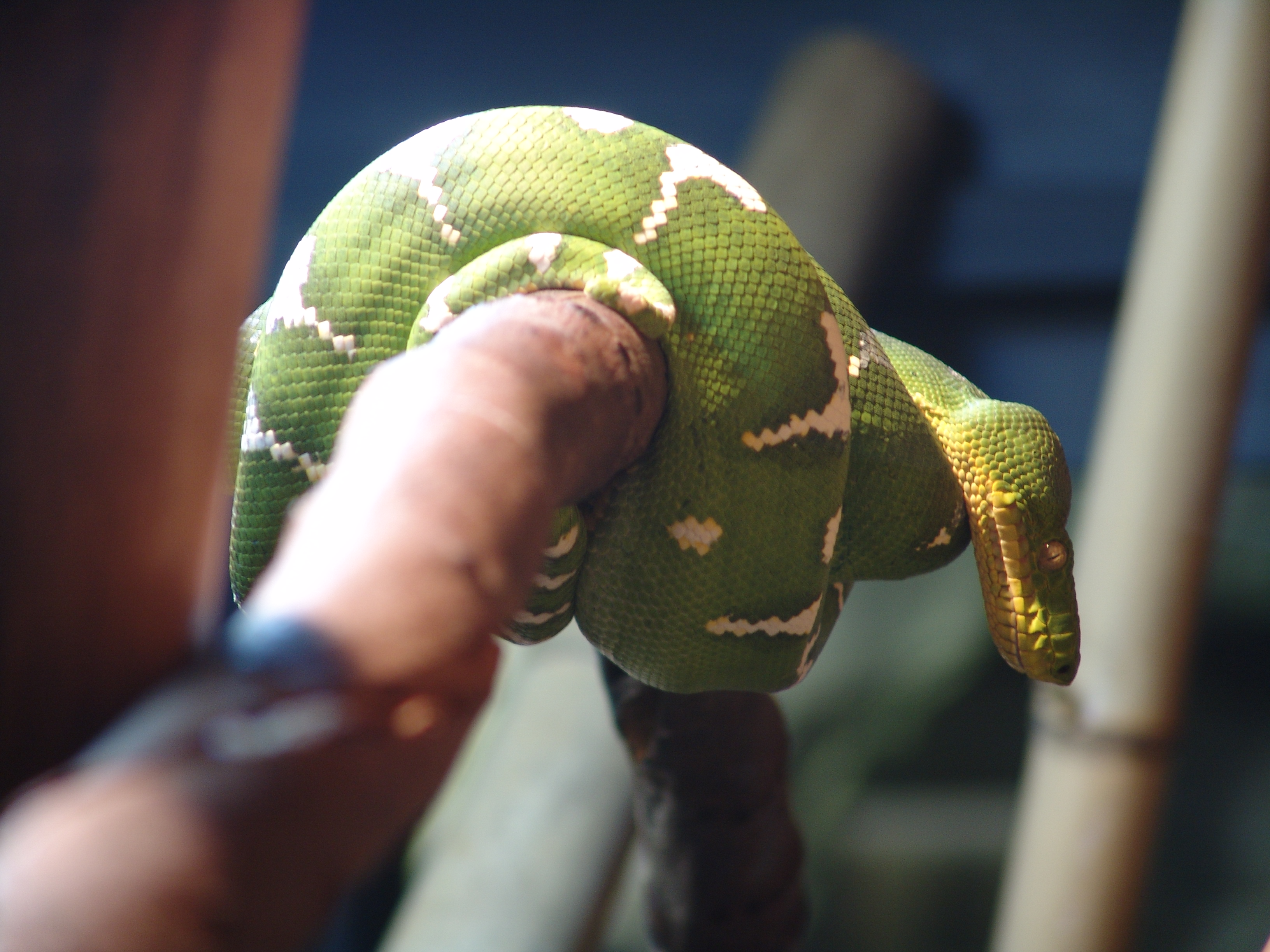
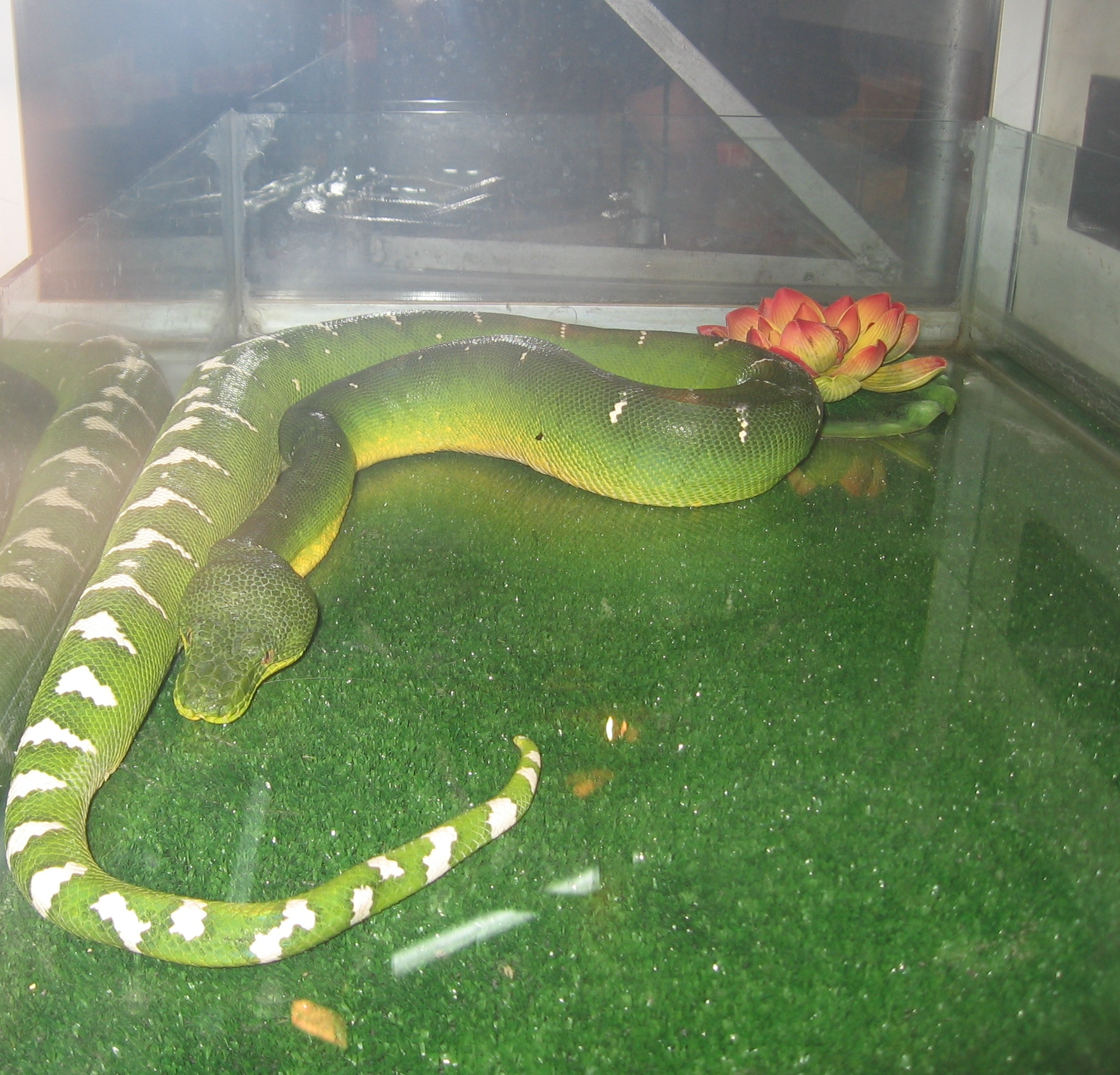